# Michael Stuhlbarg

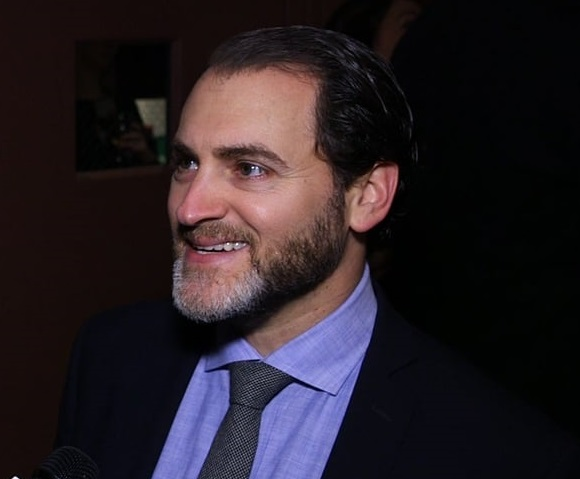
Michael Stuhlbarg (2016)

Michael Stuhlbarg (* 5. Juli 1968 in Long Beach, Kalifornien) ist ein US-amerikanischer Schauspieler.

## Leben
Stuhlbarg wuchs in Long Beach auf und spielte schon als Kind Theater. Von 1986 bis 1988 studierte er am Department of Theater der UCLA, anschließend an der Juilliard School in New York, wo er auch seinen Abschluss machte.
Seit Anfang der 1990er Jahre spielt er am New Yorker Broadway Theater. Für seine Darstellung des Edmund Tyrone in Long Day’s Journey Into Night, einer Produktion des American Repertory Theater aus dem Jahr 1996, erhielt er einen Elliot Norton Award. In John Crowleys erfolgreicher Inszenierung von Martin McDonaghs The Pillowman am Booth Theatre spielte er 2005 neben Billy Crudup, Jeff Goldblum und Željko Ivanek. Für diese Arbeit wurde Stuhlbarg 2005 für den Tony Award als bester Nebendarsteller nominiert.
Seit Mitte der 2000er Jahre übernimmt er neben seiner Theaterarbeit verstärkt Fernseh- und Filmrollen. Er trat in Episoden von Law & Order und Ugly Betty auf und spielte eine größere Rolle in der HBO-Serie Boardwalk Empire von Regisseur Martin Scorsese, mit dem er bereits 2007 bei der Hitchcock-Parodie The Key to Reserva gearbeitet hatte. Im Kino war er, nach einigen Nebenrollen, erstmals 2009 in einer Hauptrolle zu sehen: In A Serious Man von den Coen Brothers spielt er Larry Gopnik, einen jüdischen Physikprofessor im Minneapolis des Jahres 1967. Seine Darstellung brachte ihm unter anderem den Satellite Award und eine Golden-Globe-Nominierung ein. Auch in der Folge wurde Stuhlbarg vor allem in intellektuellen Rollen besetzt, nicht selten mit jüdischem Hintergrund.
Anfang 2011 spielte Stuhlbarg eine Charakterrolle in der 3D-Produktion Hugo Cabret (wiederum unter der Regie von Martin Scorsese). Anschließend spielte er eine Rolle in der 3D-Produktion Men in Black 3. Stuhlbarg verkörperte in der Folgezeit einige historische Figuren, so den Politiker George Helm Yeaman in Steven Spielbergs Lincoln (2012), den Apple-Softwareentwickler Andy Hertzfeld in Steve Jobs (2015) und den Filmstar Edward G. Robinson in Trumbo (2015). Im Jahr 2017 war Stuhlbarg als Nebendarsteller in gleich drei Filmen zu sehen, die auf der Oscarverleihung 2018 für den Besten Film nominiert wurden: In The Shape of Water spielte er einen russischen Wissenschaftler und Spion, in Call Me by Your Name verkörperte er den Vater des Hauptdarstellers Timothée Chalamet und in Die Verlegerin ist er neben Meryl Streep und Tom Hanks in der historischen Rolle des Abraham Michael Rosenthal zu sehen.
Stuhlbarg ist seit August 2013 mit Mai-Linh Lofgren verheiratet.

## Filmografie (Auswahl)
- 1998: Teurer als Rubine (A Price Above Rubies)
- 1999: Macbeth in Manhattan
- 1999: Hunley – Tauchfahrt in den Tod (The Hunley, Fernsehfilm)
- 2001: Die Grauzone (The Grey Zone)
- 2005: Solidarity. (Kurzfilm)
- 2008: Afterschool
- 2008: Der Mann, der niemals lebte (Body of Lies)
- 2009: Cold Souls
- 2009: A Serious Man
- 2010: Goldstar, Ohio (Kurzfilm)
- 2011–2013: Boardwalk Empire (Fernsehserie, 32 Episoden)
- 2011: Hugo Cabret (Hugo)
- 2012: Men in Black 3
- 2012: Lincoln
- 2012: 7 Psychos (Seven Psychopaths)
- 2012: Hitchcock
- 2013: Blue Jasmine
- 2014: Cut Bank – Kleine Morde unter Nachbarn (Cut Bank)
- 2014: Bauernopfer – Spiel der Könige (Pawn Sacrifice)
- 2015: Steve Jobs
- 2015: Trumbo
- 2016: Doctor Strange
- 2016: Arrival
- 2016: Die Erfindung der Wahrheit (Miss Sloane)
- 2017: Call Me by Your Name
- 2017: Fargo (Fernsehserie, 10 Episoden)
- 2017: Shape of Water – Das Flüstern des Wassers (The Shape of Water)
- 2017: Die Verlegerin (The Post)
- 2018: The Looming Tower (Fernsehserie, 10 Episoden)
- 2020: Shirley
- 2020–2021: Your Honor (Miniserie, 10 Episoden)
- 2021: Dopesick (Miniserie)
- 2022: Doctor Strange in the Multiverse of Madness
- 2022: Bones and All
- 2022: The Staircase (Miniserie)
- 2024: The Instigators
- 2025: The Amateur

## Auszeichnungen
- Independent Spirit Award – Robert Altman Award (A Serious Man)
- Santa Barbara International Film Festival – Virtuoso Award (A Serious Man)
- Satellite Award bester Darsteller – Musical oder Komödie (A Serious Man)
- Nominiert — Chicago Film Critics Association Award bester Darsteller (A Serious Man)
- Nominiert — Golden Globe Award bester Darsteller – Musical oder Komödie (A Serious Man)
- Nominiert — Gotham Award bestes Ensemble (A Serious Man)
- Nominiert — London Film Critics Circle Award bester Darsteller des Jahres (A Serious Man)
- Nominiert — San Diego Film Critics Society Award bestes Ensemble